# Партия на европейските консерватори и реформисти
 Тази статия е за европейската полиническа партия.  За парламентарната група вижте Европейски консерватори и реформисти.  
Партията на европейските консерватори и реформисти (на английски: European Conservatives and Reformists Party) е европейска политическа партия, включваща около 24 консервативни партии, главно от страните от Европейския съюз.
Основана през 2006 година като Алианс на европейските консерватори и реформисти, тя приема сегашното си име през 2016 година. Към 2021 година партията има 62 представители в Европейския парламент. Сред членуващите в нея партии най-голямо присъствие в Европейския парламент имат „Право и справедливост“ (Полша), „Братя италианци“ (Италия) и Гражданската демократична партия (Чехия). В Партията на европейските консерватори и реформисти членува една партия от България – ВМРО – Българско национално движение.